# 27 Korpus Strzelecki (ZSRR)
27 Korpus Strzelecki (ros. 27-й стрелковый корпус) – wyższy związek taktyczny Armii Czerwonej z okresu II wojny światowej.

## Formowania i walki
W dniu niemieckiej agresji na Związek Radziecki korpusem dowodził gen. mjr Paweł Artiemienko i wchodził on razem z 9 Korpusem Zmechanizowanym, 15 Korpusem Strzeleckim i 22 Korpusem Zmechanizowanym w skład 5 Armii. 
Ponownie sformowany w 1943 roku. Brał udział w walkach przeciw armii niemieckiej w składzie 13 Armii, uczestniczył m.in. w zdobyciu Berlina.  

## Dowództwo korpusu
Dowódcy:
- gen. mjr Paweł Artiemienko
- płk Paweł Buniaszin (28.02.1943 - 17.04.1943)
- gen. mjr Iwan Afonin (18.04.1943 - 28.04.1943)
- gen. mjr Filipp Czerokmanow[3]

Szefowie sztabu:
- gen. mjr Andriej Smirnow[4]

## Struktura organizacyjna
Skład 22 czerwca 1941 roku:
- 87 Dywizja Piechoty
- 124 Dywizja Piechoty
- 135 Dywizja Piechoty

Skład 16 kwietnia 1945 roku:
- 87 Gwardyjska Dywizja Piechoty
- 280 Dywizja Piechoty
- 350 Dywizja Piechoty